# 육심원
육심원은 대한민국의 화가이다. 그는 이화여대 동양화과를 졸업하였다. 2002년에 첫 개인전을 열었으며, 인터넷에 올린 그림이 미니홈피 배경화면으로 사용되는 등 인기를 끌면서 자신의 이름을 걸고 일기장, 수첩, 달력, 가방 등의 아트 상품을 만들었다.
신사동에는 육심원의 작품을 테마로 한 복합문화공간인 육심원 빌딩이 있다.
그는 손으로 두꺼운 장지(壯紙)에 분채(粉彩)를 수십 번씩 덧칠하면서 그림을 그린다.

## 학력 및 경력
- 이화여자대학교 동양화 학사
- 이화여자대학교 대학원 동양화 석사
- 제18회 대한민국 미술대전 입선
- 제11회 미술세계대상전 특선